# 호틴

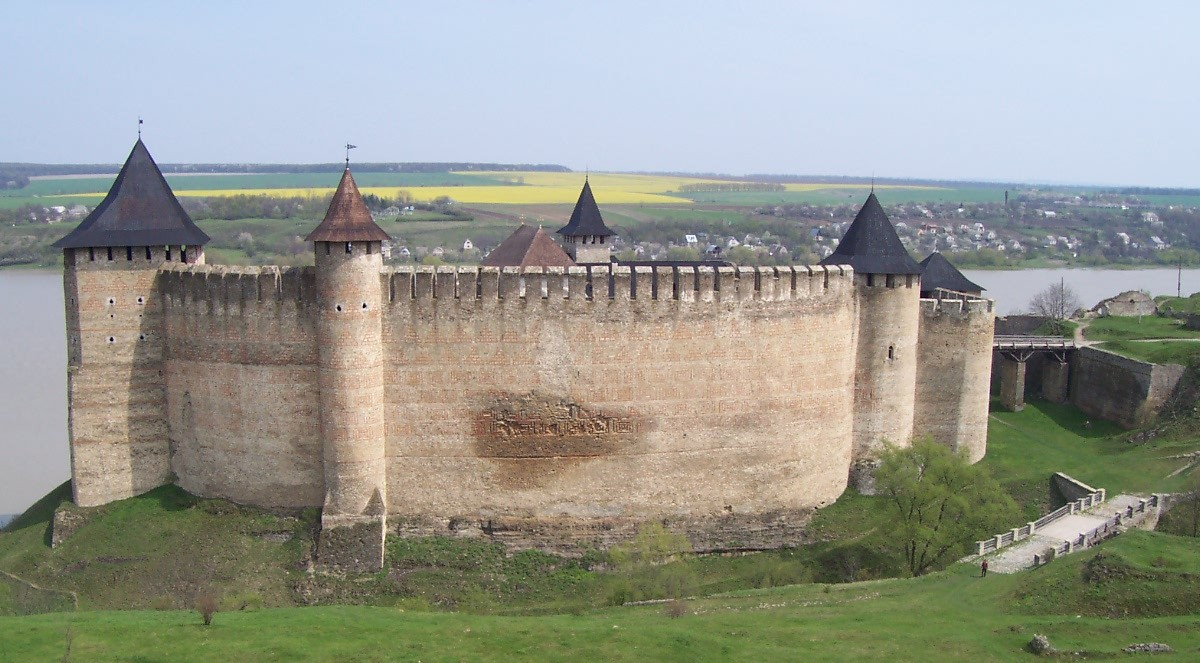
호틴 요새

호틴(우크라이나어: Хотин)은 우크라이나 서부에 위치한 체르니우치주의 도시로 면적은 20.39km2, 인구는 11,124명(2011년 기준)이다.

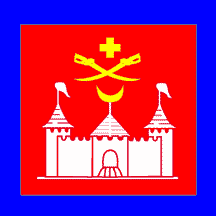
시기
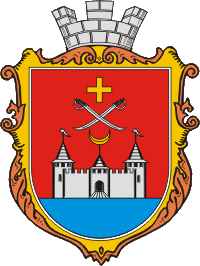
시 문장